# Willie Hutch
Willie McKinley Hutchinson, mais conhecido como Willie Hutch (Los Angeles, 6 de Dezembro de 1944 — Duncanville, 19 de setembro de 2005) foi um cantor, compositor, guitarrista e produtor musical estadunidense.

## Biografia
Willie mudou-se com a família para Dallas ainda criança, e desde pequeno mostrava grande habilidade para tocar instrumentos. Estudou no colégio Booker T. Washington e durante a adolescência formou um grupo chamado The Ambassadors, onde canta e começa a escrever suas primeiras músicas.
Após o colégio, Willie serviu a Marinha como fuzileiro naval por dois anos. Após mudar-se para Los Angeles, Willie inicia sua carreira musical.
Seu primeiro single, "Love Has Put Me Down", foi lançado em 1964 pela Soul City Records. No ano seguinte, Willie começou a compor e produzir para o grupo The Fifth Dimension. Em 1969 Willie assina com a gravadora RCA, pela qual lança seu primeiro álbum solo, "Soul Portrait". Em 1970, o produtor Hal Davis da gravadora Motown liga para Willie pedindo ajuda para finalizar uma canção chamada "I'll Be There". Willie faz a letra da música que foi cantada pelo grupo The Jackson 5 e tornou-se o single mais vendido pela Motown até então.
Em seguida, Willie foi contratado pela Motown e lá trabalhou compondo e produzindo para artistas como Smokey Robinson, Marvin Gaye, Diana Ross, Michael Jackson, Junior Walker, The Four Tops e Aretha Franklin.
Mas seus trabalhos de maior repercussão foram as trilhas sonoras dos filmes The Mack e Foxy Brown, filmes violentos que retratavam a realidade dos negros americanos. Essas trilhas foram e ainda são muito sampleadas por muitos artistas, como Biggie Smalls, Lil' Kim, Moby, The Chemical Brothers e Chase & Status.
Em 1982, Willie compôs Keep the Fire Burning para Gwen McCrae e voltou a trabalhar para a Motown para mais três produções.
Durante os anos 90, Willie trabalhou como produtor para a Motown e em 1994 voltou a morar em Dallas, onde continuava a tocar e se apresentar.
Willie teve seis filhos.

## Discografia

### Álbuns
RCA
- 1969: Soul Portrait
- 1970: Seasons For Love

Motown
- 1973: The Mack Soundtrack
- 1973: Fully Exposed
- 1975: Foxy Brown Soundtrack
- 1975: Mark of the Beast
- 1975: Ode to My Lady
- 1976: Color Her Sunshine
- 1976: Concert in Blues [live]
- 1977: Havin' a House Party

Whitfield Records
- 1979: In Tune
- 1980: Midnight Dancer

Motown
- 1983: In & Out
- 1985: Making a Game out of Love

Álbuns posteriores
- 1985: The Last Dragon
- 1994: From the Heart (G.G. It)
- 1996: The Mack Is Back (Midwest)
- 2002: Sexalicious (G.G. It)

### Singles
- 1973: "Brother's Gonna Work It Out" (#18 R&B, #67 US)
- 1973: "Slick" (#18 R&B, #65 US)
- 1973: "Sunshine Lady" (#72 R&B)
- 1974: "If You Ain't Got No Money (You Can't Get No Honey) Pt. I" (#70 R&B)
- 1974: "Theme of Foxy Brown" (#64 R&B)
- 1975: "Get Ready for the Get Down" (#24 R&B)
- 1975: "Love Power" (#8 R&B, #41 US)
- 1976: "Let Me Be the One, Baby" (#95 R&B) Black Singles 95
- 1976: "Party Down" (#19 R&B)
- 1977: "Shake It, Shake It" (#60 R&B)
- 1977: "We Gonna Party Tonight" (#49 R&B)
- 1978: "All American Funkathon" (#62 R&B)
- 1978: "What You Gonna Do After the Party" (#40 R&B)
- 1982: In and Out" (#55 R&B)